# Eoin Hand
Eoin Kevin Joseph Colin Hand (Dublino, 30 marzo 1946) è un allenatore di calcio ed ex calciatore irlandese, di ruolo difensore.

## Carriera
Iniziò la carriera da calciatore a 17 anni, nel 1963, nel Drumcondra e la concluse nel 1979, a 33 anni.
Trascorse la maggior parte della sua carriera nel Portsmouth, club nel quale si trovava quando ricevette la prima convocazione in Nazionale, con cui ha collezionato 20 presenze (2 reti).
Come allenatore vanno segnalati i 5 anni da CT dell'Irlanda. Venne esonerato nel 1985 dopo aver fallito la qualificazione al campionato del mondo 1986.
Dopo aver abbandonato la carriera manageriale è diventato commentatore di partite di calcio per RTÉ.

## Palmarès

### Giocatore

#### Competizioni nazionali
- Campionato irlandese: 1

Drumcondra: 1965
- Coppa di Lega irlandese: 1

Shamrock: 1976-1977

### Allenatore

#### Competizioni nazionali
- Campionato irlandese: 1

Limerick United: 1979-1980
- Coppa d'Irlanda: 1

Shelbourne: 1993